# PH Electro
PH Electro ist der Künstlername des deutschen DJs und Musikproduzenten Paul Hutsch aus Mönchengladbach.

## Biografie
Seit Mitte der 1990er Jahre ist Paul Hutsch selbst unter verschiedenen Namen oder in vielen verschiedenen Projekten mit anderen DJs tätig, außerdem produzierte er zahlreiche Remixe. Zu seinen ersten Erfolgen zählt Piano in Trance aus dem Jahr 1994 zusammen mit Steve Baltes als Cyclone Tracy. Mit dem Projekt 89ers war er Anfang der 2000er erfolgreich. 2002 schrieb er mit an der Chartsingle Heaven Above von Future Breeze und trug den Gesang bei. Für DJ Antoine machte er aus dem Police-Song Every Breath You Take den Top-10-Hit Every Breath. 2007 wurde er in Frankreich und Belgien bekannt durch die Remixe von Alive von Mondotek, das dort in den Charts jeweils auf Platz zwei landete. Über 200 Titel veröffentlichte Hutsch solo oder in zahlreichen anderen Konstellationen. Sein 2011 veröffentlichter Song Stereo Mexico war in Tschechien ein Hit, erreichte Platz 7 und war im Januar 2014, mehr als 2 Jahre und 102 Chartwochen nach dem Charteintritt, noch immer in den tschechischen Singlecharts vertreten. Seinen größten Charthit im deutschsprachigen Raum hatte er 2013 mit einer Zusammenarbeit mit dem österreichischen DJ Rene Rodrigezz. Mit Born 2 Rock erreichten die beiden die Top Ten der österreichischen Singlecharts.
Seit 2013 arbeitet Hutsch selbstständig als Lifestyle- und Businesscoach.

## Diskografie
Alben
- Stereo Mexico (2011)

Lieder
- Glory (2004)
- San Francisco (2009)
- Englishman in New York (2010)
- Stereo Mexico (2011)
- Run Away (2013)
- Born 2 Rock (Rene Rodrigezz & PH Electro, 2013)
- Gloria (2014)
- Back Home (2014)
- Party Freak (Sample Rippers feat. Paul Reznik, 2015)